# August Christian Wilmanns

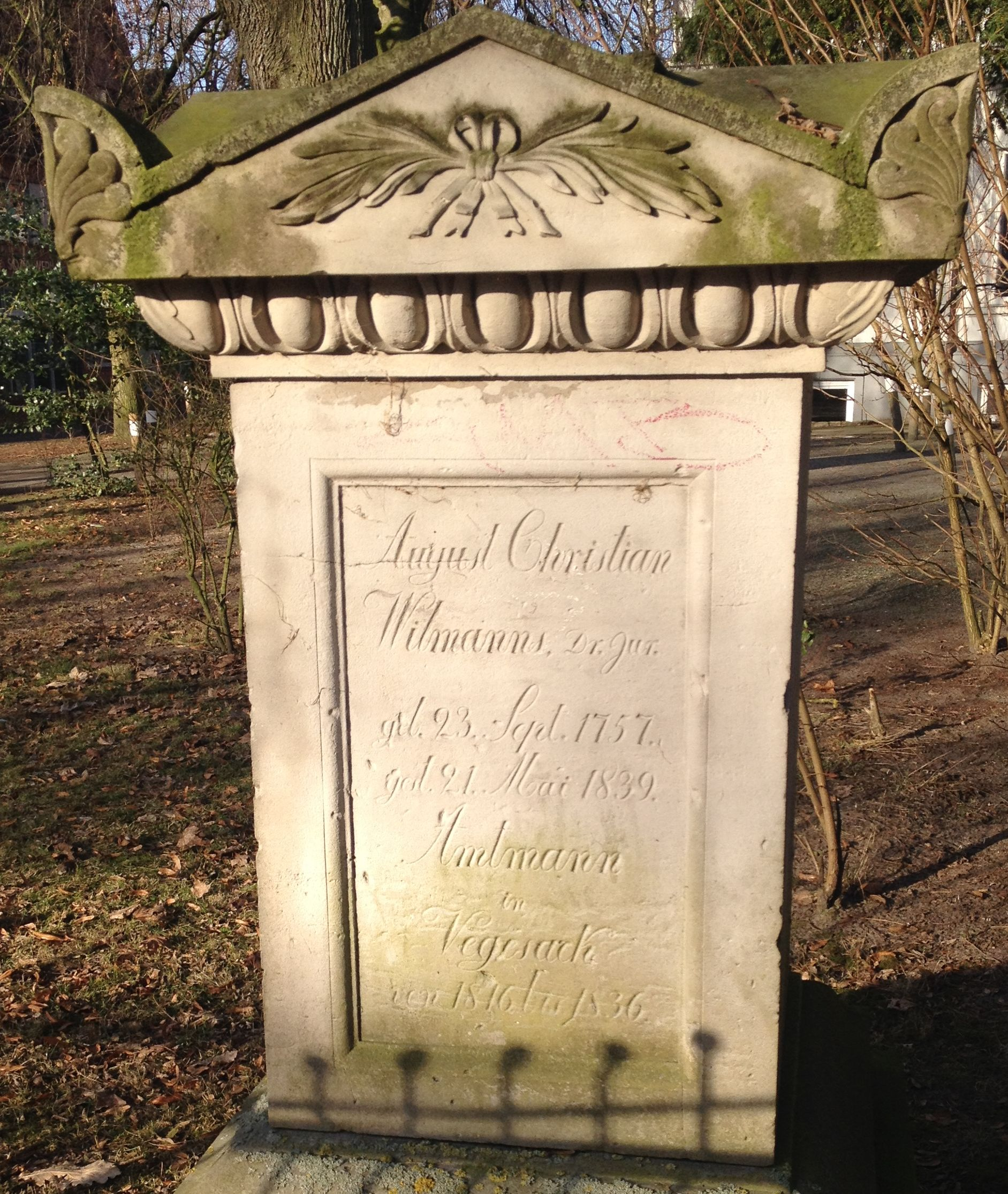
Gedenkstein August Christian Wilmanns in der Nähe der Stadtkirche Vegesack

August Christian Wilmanns (* 23. Juli 1757 in Bielefeld-Neustadt; † 21. Mai 1839 in Vegesack bei Bremen) war ein deutscher Jurist.

## Familie
Wilmanns entstammte einer in Bielefeld beheimateten Familie von Amtsjuristen und Bürgermeistern. Aus seiner Ehe mit Dorothee Charlotte Louise Christiane Meyer (1766–1840) gingen 11 Kinder hervor. Ein Enkel August Wilmanns war Altphilologe und Bibliothekar u. a. in Göttingen und Berlin.

## Biografie
Er studierte Rechtswissenschaften an der Universität Halle und war nach seiner Promotion in Rinteln zum Dr. jur. ab 1781 als Advokat und Notar in Hannover und Celle tätig. 1782 wurde er Bürger von Bremen und fungierte von 1803 bis 1815 als Rechtsberater der St. Petri Domgemeinde während des so genannten Domstreits der Gemeinde mit dem Bremer Rat. Im Februar 1816 wurde er vom Rat zum ersten Amtmann des bremischen Amts Vegesack ernannt. In dieser Eigenschaft war er bis zu seinem Ausscheiden im Jahr 1836 prägend am Aufbau der Infrastruktur des Ortes beteiligt. Sein Nachfolger als Amtmann wurde der Richter Conrad Gustav Kulenkamp (1800–1877) aus Bremen.
Zu Beginn seiner Amtszeit initiierte er die Gründung der Vereinigten Evangelisch-protestantischen Kirchengemeinde Bremen-Vegesack. Anlässlich des 300. Jahrestages der Reformation am 31. Oktober 1817 schlossen sich nach preußischem Vorbild Anhänger der lutherischen und der reformierten Kirche zu einer Kirchenunion zusammen. Vegesack wurde in der Folge von den damals hannoverschen Kirchengemeinden Blumenthal und Lesum abgetrennt und man konnte nach umfangreichen Spendensammlungen am 8. Juli 1821 eine eigene Kirche weihen, die 1832 nach Plänen des Bremer Architekten Jacob Ephraim Polzin sowie des Vegesacker Baumeisters Johann Friedrich Kimm erweitert wurde und ihren charakteristischen Turm im klassizistischen Stil erhielt. Sie ist heute bekannt als Stadtkirche Vegesack. 
Wilmanns war als Freimaurer Mitglied der Loge zum Silbernen Schlüssel in Bremen. Ein unsigniertes Porträt von ihm befindet sich in der Vegesacker Kirche (Abb. auch bei D. Steilen, S. 136). Sein Grabmal aus Sandstein befindet sich auf dem Kirchhof neben der Kirche. Er trägt den Spruch: „Dem treuen Beamten dem Mitbegründer unserer Kirche, dem Wohltäter der Armen, setzten dieses Denkmal seine dankbaren Freunde“.

## Ehrungen
Die Straße Wilmannsberg in Bremen-Vegesack, an dem sich sein Wohnhaus befand, wurde nach ihm benannt.▼ 